# Красный астрильд
Красный астрильд, или красный жемчужный астрильд, или красногорлый жемчужный астрильд (лат. Hypargos niveoguttatus), — вид птиц из семейства вьюрковых ткачиков. Распространены в Африке южнее Сахары. Зерноядные птицы. Выделяют два подвида.

## Описание
Красные астрильды достигают длины 12—13 см. Птицы крепкого телосложения с закругленными крыльями. Хвост удлинённый, ступенчатый, с квадратным окончанием. Клюв сильный, конической формы, серебристо-голубого цвета. Верх головы и затылок оливково-коричневые, а спина и крылья коричневого цвета. Глаз тёмный с голубоватым ободком. Брюхо и бока чёрные с округлыми белыми пятнами. У самцов бока головы, горло и грудь алого цвета, а у самок светло-серая голова и оранжево-рыжая грудь. Молодые особи однотонного буроватого цвета с красным надхвостьем.

## Биология
Обитают в акациевых редколесьях, саваннах, степях, на полях и пастбищах. Являются зерноядными птицами, питаясь семенами (в основном небольшими семенами трав), а также в меньшей степени ягодами, фруктами и насекомыми. Корм ищут на земле или непосредственно над землёй. Красные астрильды живут парами, а также небольшими (не более 10 особей) семейными группами.

### Размножение
Сезон размножения обычно приходится на вторую половину сезона дождей. В это время птицы становятся территориальными и агрессивными, отгоняя любых животных и птиц от гнезда. Гнездо шарообразной формы, сплетено из веточек, травинок и других растительных материалов, выстлано внутри мхом и перьями. Располагается в высокой траве или на кустах на небольшой высоте от земли, иногда прямо на земле. В сооружении гнезда принимают участие оба родителя. Часто над гнездом находится вторая, более грубая структура, внутри которой находится самец и функция которой, вероятно, состоит в том, чтобы отвлечь хищников. В кладке от трёх до шести яиц белесоватого цвета. Продолжительность инкубации около двух недель. Птенцы рождаются слепыми и без оперения. Заботятся о птенцах оба родителя. Через три недели птенцы оперяются, но ещё полтора месяца редко улетают далеко от гнезда и ночуют вместе с родителями. 

## Распространение
Широко распространены в Африке южнее Сахары: Ангола, Бурунди, Демократическая Республика Конго, Кения, Малави, Мозамбик, Намибия, Руанда, Сомали, Южная Африка, Танзания, Замбия и Зимбабве. Площадь ареала превышает 4 млн кв. км.

## Подвиды
Выделяют два подвида:
- H. n. macrospilotus Mearns, 1913
- H. n. niveoguttatus (Peters, W, 1868)